# Транзас
Компания «Транзас» — российский разработчик, производитель и поставщик высокотехнологичных решений и сервисов для морской отрасли.

## История
Компания «Транзас» основана в 1990 году в Ленинграде (СССР) как разработчик и производитель морского бортового оборудования: электронно-картографических систем и морских электронных карт.
В 1990-х годах «Транзас» становится одной из первых компаний в мире, предлагающих ЭКНИС (электронно-картографические и навигационные системы). В 1999 г. «Транзас» стал первой в мире компанией, получившей ECDIS Type Approval Certificate.
«Транзас» также является пионером в производстве морских навигационных симуляторов-тренажёров. Первый симулятор «Транзас» был представлен на рынок в 1991 г., а в 1995 г. первый полнофункциональный навигационный симулятор был установлен в учебном центре IDESS, Филиппины. В 1998 г. после ряда успешных проектов «Транзас» получил почётный диплом Ллойд «За выдающийся и последовательный вклад в обучение» (Lloyd’s List Honorary Diploma «For Outstanding and Consistent Contribution to Training»).
В 2000 г. «Транзас» получил первые контракты на внедрение Систем управления движением судов в Австралии и Новой Зеландии — всего через несколько лет после утверждения Международной морской организацией (IMO).
В 2014—2015 годах в результате реорганизации «Транзас» была выделена и создана «Группа Кронштадт», которая входила в состав АФК «Система» с конца 2015 года по июль 2021. Занимается развитием продуктов и решений для авиационной отрасли, включая беспилотные решения, а также продуктов и решений для безопасности и профтехобразования.
В 2018 году петербургская компания Transas («Транзас») — перейдет под контроль финского холдинга Wartsila.
С 2022 года компания Transas («Транзас») - обратно переходит под контроль частного собственника, находящегося в Российской Федерации.

## Продукция
«Транзас» разрабатывает и производит:
- интегрированные бортовые и береговые системы;
- профессиональные тренажёрные решения широкого спектра;
- системы безопасности;
- геоинформационные системы.

На 2015 год «Транзас» занимает 45% мирового рынка морских тренажёров и свыше 30% рынка морских электронно-картографических систем. Системы управления движением судов производства «Транзаса» установлены в 100 портах более 55 стран мира.